# Racetrack

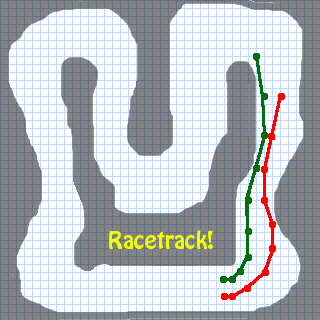
Beispielstrecke mit den ersten neun Zügen zweier Spieler, Start unten gegen den Uhrzeigersinn

Racetrack ist ein Strategiespiel mit Papier und Bleistift unbekannter Herkunft für zwei oder mehr Spieler. Es ist auch bekannt unter Namen wie Autorennen, Vector Formel, Vektorrennen, Kästchenrennen, Vector Rally oder Vector Race, Graph Racers, PolyRace, Papier-und-Bleistift-Rennen oder das Millimeterpapier-Rennspiel. Racetrack wird auf einem karierten Blatt Papier (5-mm-Gitter) gespielt. Das Spiel simuliert ein Autorennen. Da die Autos eine gewisse Trägheit haben, muss z. B. vor einer gefährlichen Kurve abgebremst werden. Für eine erfolgreiche Partie erfordert das Spiel deshalb Vorausschau und Planung.

## Basisspiel
Hier werden die Regeln in einfachen Sätzen erklärt. In einem späteren Abschnitt, wenn das mathematische Konzept des Vektors bekannt ist, können einige der Regeln kürzer formuliert werden.
Strecke
Auf einem karierten Blatt Papier wird freihändig eine geschlossene Linie als äußere Begrenzung der Rennstrecke gezeichnet. Eine große Ellipse reicht aus für den Anfang, aber einige Unregelmäßigkeiten machen das Spiel interessanter. Eine weitere geschlossene Linie wird freihändig innerhalb der ersten gezeichnet. Sie kann mehr oder weniger parallel zur Außenlinie verlaufen, oder die Strecke kann breitere oder schmalere (Eng-)Stellen haben, mit normalerweise mindestens zwei Kästchen zwischen den Linien.
Irgendwo zwischen den beiden Linien wird eine gerade Linie gezogen. Das ist die Start- und Ziellinie. Man wähle eine Fahrtrichtung für das Rennen, z. B. gegen den Uhrzeigersinn.
Spielvorbereitungen
Die Reihenfolge der Spieler wird beschlossen. Jeder wählt eine Farbe oder Markierung (wie x oder o), die das Auto des Spielers repräsentiert. Jeder Spieler zeichnet einen Startpunkt für sein oder ihr Auto ein – ein Gitterkreuzungspunkt auf oder hinter der Startlinie.
Züge
Man sagt, jeder Gitterpunkt hat acht Nachbarn, womit die acht Gitterpunkte gemeint sind, die erreicht werden, wenn man ein Kästchen nach oben oder unten und/oder ein Kästchen nach links oder rechts geht. Jeder Zug führt vom aktuellen Gitterpunkt (Ausgangspunkt) zu einem anderen Gitterpunkt (Endpunkt). Der Zug wird eingetragen, indem eine Strecke vom Ausgangspunkt zum Endpunkt in der jeweiligen Spielerfarbe gezeichnet wird. Der neue Punkt erhält die vom Spieler gewählte Markierung (z. B. x oder o). Die Spieler ziehen abwechselnd.
Beim Ziehen gelten folgende Regeln:
- Der erste Zug jedes Spielers muss zu einem der acht Nachbarn des Startpunktes führen. Der Spieler hat auch die Option, auf seinem Startpunkt stehen zu bleiben.
- In jedem weiteren Zug wird der sogenannte Hauptpunkt für diesen Zug bestimmt. Der Hauptpunkt ergibt sich durch das Wiederholen des vorherigen Zuges, sowohl in horizontaler als auch in vertikaler Richtung. Wenn der Spieler zuletzt zwei Kästchen nach rechts und vier Kästchen nach oben gezogen hat, so befindet sich der Hauptpunkt nun zwei Kästchen rechts und vier oberhalb des aktuellen Ausgangspunktes. Der Spieler hat nun die Möglichkeit direkt zum Hauptpunkt oder zu einem seiner acht Nachbarn zu ziehen.
- Die Autos müssen innerhalb der Streckenbegrenzungen bleiben. Dies gilt bei jedem Zug für den Ausgangspunkt, den Endpunkt und die komplette Strecke, die beide verbindet

Spielende und Gewinner
Der Sieger ist der erste Spieler, der eine Runde vollendet (die Ziellinie überquert) hat. Das Spiel ist dann beendet.

## Weitere und alternative Regeln
Durch Kombination folgender Regeln in verschiedenster Weise entstehen unzählige Varianten des Spiels.
- Strecke
  - Die Strecke muss kein geschlossener Kurs sein; Start- und Ziellinie dürfen unterschiedlich sein.
  - Vor Spielbeginn überprüfen die Spieler die Strecke und entscheiden vorzeitig, ob ein Punkt nahe dem Streckenrand innerhalb oder außerhalb der Strecke liegt.
  - Alternativ dazu darf die Strecke nur aus geraden Linien bestehen, die ausschließlich 90°- oder 45°-Kurven genau auf Gitterpunkten enthalten. Entscheidungen über unklare Streckenpunkte werden so überflüssig. Spielern kann erlaubt oder verboten werden, die Ränder zu berühren, sie aber nicht zu überschreiten.

- Züge
  - Anstatt Züge zu jedem der acht Nachbarn des Hauptpunktes zu erlauben (die bei einem Königszug im westlichen Schach erreichbar sind), kann man die Vier-Nachbarn-Regel benutzen und nur Züge zum Hauptpunkt und seinen vier nächsten Nachbarn zulassen (die bei einem Generalszug im chinesischen Schach erreicht werden).
  - Beim Zeichnen der Strecke werden rutschige Bereiche als Ölteppich eingezeichnet, wo die Autos die Geschwindigkeit gar nicht oder nur nach der Vier-Nachbarn-Regel ändern können. Diese Regel wird angewendet für Züge, die z. B. in der rutschigen Region beginnen.
  - Eine Möglichkeit, den Nachteil der jeweils zuletzt Ziehenden auszugleichen, besteht darin, jedem Spieler die Möglichkeit zu geben, einen oder begrenzt viele Züge auszulassen und später nachzuholen. Wird der Zug nachgeholt, wandert der Spieler in der Zugreihenfolge nach vorne. Das Rennen wird dadurch gerechter, da sich die Wahrscheinlichkeit eines Nachteils durch die Zugreihenfolge im Laufe des Rennens auf alle Spieler verteilt, und verfügt über ein Taktikinstrument vergleichbar mit einem „Stehversuch“.
- Kollisionen und Unfälle
  - Den Autos kann es erlaubt werden, denselben Punkt gleichzeitig zu besetzen. Allerdings ist die meist verwendete und unterhaltsamste Regel die, dass sich zwar die Strecken überschneiden dürfen, aber ein Auto darf nicht auf einen Gitterpunkt ziehen oder ihn überqueren, wenn er von einem anderen Auto besetzt ist, als ob die Autos zusammenstoßen würden.
  - Man kann eine Regel einführen, die verlangt, dass die Spieler versuchen müssen, Kollisionen zu vermeiden. Jedoch verlangt eine solche Regel eine bestimmte Interpretation.
  - Eine andere Möglichkeit ist, Kollisionen irgendwie zu bestrafen, aber sie nicht vollständig zu verbieten:
    - Bei Kollisionen kann definiert werden, das der Fahrer mit der höheren Geschwindigkeit höher oder anders „bestraft“ wird als der langsamere; der schnellere könnte wieder bei null anfahren müssen, wohingegen der langsamere mit bisheriger Geschwindigkeit weiterfahren darf.
    - Der langsamere Fahrer könnte die Geschwindigkeit des schnelleren übernehmen und der schnellere muss mit der Geschwindigkeit des langsameren weiterfahren.
    - Der von hinten kommende „übergibt“ seine Geschwindigkeit dem vorderen; letzterer darf (resp. muss – Vorsicht vor Kurven!) entsprechend schneller weiterfahren, wohingegen der hintere wieder bei null anfahren muss.
- Verlassen der Strecke
  - Einem Spieler, der die Strecke verlässt, kann die Fortsetzung auf verschiedene Art ermöglicht werden, sofern er nicht ausscheiden muss oder die Gewinnmöglichkeit verliert:
    - Das Auto muss auf null abgebremst werden (1 Runde aussetzen und dann am Streckenrand wieder anfahren) oder die Strecke wieder vor der Stelle des Verlassens betreten und dort bei null anfahren.
    - Das Auto wird nicht abgebremst, muss aber die Strecke wieder betreten und dabei den Streckenrand an einer Stelle überqueren, die unmittelbar vor der Stelle liegt, an der es die Strecke verlassen hat (i. d. R. erfordert das einen Bogen von mehreren Zügen).
    - Als Variante können im Voraus entlang der Strecke „Einfahrten“ bezeichnet werden, und nur über diese Einfahrten darf die Strecke wieder betreten werden, der Fahrer muss also bis zur nächsten Einfahrt zurück.
    - Des Weiteren wäre außerhalb des Kurses nur Schrittgeschwindigkeit erlaubt (pro Zug nicht schneller als auf einen Nachbarpunkt) oder aber auch Beibehalten der Geschwindigkeitsänderungsregel (was einen großen Bogen zur Einfahrt erfordern könnte).
    - Mehr an der Physik orientiert ist die Variante, nach dem Verlassen der Strecke die Zugmöglichkeiten so einzuschränken, dass das Auto jede Geschwindigkeitskomponente auf maximal 1 abbremsen muss und Schaden nimmt proportional zur Weglänge des „Hinausschlitterns“. Zu viel Schaden bedeutet das Ende.

  - Einige Regelsätze gestatten, dass die Teilstrecke für einen Zug den Rand zweimal überqueren darf, wenn Start- und Endpunkt innerhalb des Kurses liegen. Allerdings könnte dies bei sehr verschlungenen Rennstrecken ungewollte Abkürzungen erlauben.

Bei hoher Geschwindigkeit erfordern Strafmaßnahmen eine beträchtliche Anzahl an Zügen; andere Formen der Bestrafung können erwogen werden – den Regelvarianten sind keine Grenzen gesetzt.
- Ermitteln des Siegers
  - Am Ende des Spiels darf die laufende Runde abgeschlossen werden. Wenn also z. B. von den drei Spielern A, B und C (die in dieser Reihenfolge starten) B als erster das Ziel erreicht, darf C trotzdem noch einen Zug ausführen, um einen vollständigen A-B-C-Turnus abzuschließen. Der Sieger ist dann der Spieler, dessen Auto am weitesten über die Ziellinie fährt. Denn – um beim obigen Beispiel zu bleiben – B kann zwar als Erster das Ziel erreichen, aber vielleicht schafft es C noch weiter über die Ziellinie.
  - Wird die oben erwähnte Kollisionsregel angewendet, ist es kein geringer Vorteil, zuerst zu ziehen. Dies kann teilweise ausgeglichen werden, wenn die Spieler ihren Startpunkt in umgekehrter Reihenfolge wählen. Zum Beispiel C wählt den Startpunkt zuerst, dann B, zuletzt A. Dann macht A den ersten Zug, gefolgt von B und C.
  - Auch alternierende Reihenfolgen sind möglich.
  - Eine andere Möglichkeit ist, den Verlierer im nächsten Spiel zuerst ziehen zu lassen.

## Mathematik und Physik
Jeder Zug kann durch einen Vektor repräsentiert werden. Z. B. ein Zug zwei Kästchen nach rechts und vier nach oben kann durch den Vektor (2,4) dargestellt werden. Die Acht-Nachbarn-Regel erlaubt das Ändern jeder Koordinate des Vektors um ±1. Wenn der vorherige Zug (2,4) war, darf der nächste Zug einer der folgenden neun sein:
(1,5) (2,5) (3,5)
(1,4) (2,4) (3,4)
(1,3) (2,3) (3,3)
Mit der Vier-Nachbarn-Regel darf nur maximal eine der beiden Koordinaten geändert werden, und es ergeben sich diese fünf Zugmöglichkeiten:
(2,5)
(1,4) (2,4) (3,4)
(2,3)
Wenn jede Spielrunde eine Sekunde repräsentiert und jede Kästchenkante einen Meter, so bedeutet der Vektor für einen Zug eine Geschwindigkeit in Metern pro Sekunde. Die Vier-Nachbarn-Regel erlaubt eine Beschleunigung bis zu 1 Meter pro Quadratsekunde, die Acht-Nachbarn-Regel eine Beschleunigung bis zu √2 Metern pro Quadratsekunde. (Geht man stattdessen von 10 Metern pro Kästchen aus, so werden die Größe der Strecke und die Beschleunigung wirklichkeitsnäher.)
Die Geschwindigkeit, die durch die Beschleunigung entsteht, kann nur um die gleiche Rate reduziert werden. Diese Einschränkung gibt die Trägheit oder den Impuls der Autos wieder. Man beachte, dass in der Physik das Geschwindigkeitsaufnehmen, das Bremsen oder Nach-links- oder -rechts-Drehen alles Formen der „Beschleunigung“ sind, repräsentiert durch einen Vektor. Für einen Sportwagen ist es nicht unrealistisch, dieselbe Maximalbeschleunigung in alle Richtungen anzunehmen.

## Geschichte
Der genaue Ursprung des Spiels ist unbekannt, liegt aber wohl in den 1960er Jahren.
Erstmals im Druck publiziert wurde es im Januar 1973 in der wissenschaftlichen Zeitschrift Scientific American, in der Kolumne „Mathematical Games“ von Martin Gardner.
Gardner vermerkte, das Spiel sei in den Vereinigten Staaten „so gut wie unbekannt“. Er selber habe es gelernt von Jürg Nievergelt, einem Computerwissenschaftler an der Universität von Illinois, der es seinerseits vor Kurzem während eines Aufenthalts in der Schweiz gelernt habe.  Bald darauf, im Juli 1973, erschien es in der Autozeitschrift Car and Driver. Gardner sah in dem einfachen Spiel eine „wahrhaft erstaunliche Simulation von Automobilsport“. Der Artikel in Car and Driver beschrieb gar eine „fast übernatürliche“ Verwandtschaft zu realen Autorennen.
Eine frühe deutschsprachige Publikation war die von Eugen Oker im Jahr 1980.
Triplanetary war ein Brettspiel, ebenfalls erstmals erschienen im Jahr 1973, das auf einem eng verwandten Prinzip aufbaute, allerdings unter Verwendung eines hexagonalen Rasters.